# Coligação Democrática da Oposição
Coligação Democrática da Oposição (Democratische Coalitie van de Oppositie), vaak afgekort tot CDO, is een politieke partij in Sao Tomé en Principe.
De partij deed mee aan de eerste democratische parlementsverkiezingen in 1991 en haalde toen 5,0% van de stemmen, goed voor één zetel in de Assembleia Nacional namens het district Caué. Bij de verkiezingen van 2002 deed de partij met onder andere de ADI mee onder de vlag van de coalitie Uê Kédadji, de coalitie won 16,2% van de stemmen en 8 van de 55 zetels. In 2006 haalde deze alliantie geen stemmen.
Bij de presidentverkiezingen van 2006 steunde de CDO Patrice Trovoada, de presidentskandidaat van de ADI. Trovoada verloor deze verkiezingen van zittend president Fradique de Menezes.
Acção Democrática Independente · Coligação Democrática da Oposição · Movimento Democrático das Forças da Mudança-Partido Liberal · Movimento de Libertação de São Tomé e Príncipe-Partido Social Democrata · Movimento Novo Rumo · Partido de Convergência Democrática-Grupa de Reflexão · Uê Kédadji · União para a Mudança e Progresso do Príncipe